# مدار ۵۵ درجه جنوبی
مدار ۵۵ درجه جنوبی، دایره‌ای از عرض جغرافیایی است که در ۵۵ درجهٔ جنوبی خط استوا  قرار دارد.
جنوبی‌ترین روستای جهان با ساکنان دائمی و تنها اقامتگاه دائم انسانی پایین‌تر از مدار ۵۵ درجه جنوبی یک آبادی به نام پوئرتو تورو است. این آبادی با ۳۶ نفر جمعیت جزو کشور شیلی و فاصله آن با قطب جنوب ۳۹۰۰ کیلومتر است.

## گذر از مناطق
از نصف‌النهار مبدأ شروع می‌شود و به سمت مشرق ۵۵ درجه جنوبی از موارد زیر گذر می‌کند:
| مختصات‌ها                                            | کشور، قلمرو یا دریا | توضیحات |
| --------------------------------------------------- | ------------------- | --- |
| ۵۵°۰′ جنوبی ۰°۰′ شرقی / ۵۵٫۰۰۰°جنوبی ۰٫۰۰۰°شرقی     | اقیانوس اطلس        | |
| ۵۵°۰′ جنوبی ۲۰°۰′ شرقی / ۵۵٫۰۰۰°جنوبی ۲۰٫۰۰۰°شرقی   | اقیانوس هند         | |
| ۵۵°۰′ جنوبی ۱۴۷°۰′ شرقی / ۵۵٫۰۰۰°جنوبی ۱۴۷٫۰۰۰°شرقی | اقیانوس آرام        | گذرکردن از جنوب جزیره مک‌کواری, استرالیا |
| ۵۵°۰′ جنوبی ۷۱°۱۴′ غربی / ۵۵٫۰۰۰°جنوبی ۷۱٫۲۳۳°غربی  | شیلی                | جزیرهٔ Gilbert, Londonderry, London, Thompson, Gordon, Hoste, Navarino و Picton                                                                                          |
| ۵۵°۰′ جنوبی ۶۷°۰′ غربی / ۵۵٫۰۰۰°جنوبی ۶۷٫۰۰۰°غربی   | Beagle Channel      | |
| ۵۵°۰′ جنوبی ۶۶°۴۲′ غربی / ۵۵٫۰۰۰°جنوبی ۶۶٫۷۰۰°غربی  | آرژانتین            | Isla Grande de Tierra del Fuego |
| ۵۵°۰′ جنوبی ۶۶°۲۳′ غربی / ۵۵٫۰۰۰°جنوبی ۶۶٫۳۸۳°غربی  | اقیانوس اطلس        | گذرکردن از جنوب Isla de los Estados, آرژانتین · گذرکردن از جنوب جزیرهٔ جزایر جورجیای جنوبی و ساندویچ جنوبی, جورجیای جنوبی و جزایر ساندویچ جنوبی (ادعا شده توسط آرژانتین) |